# Pegolettia pinnatilobata
Pegolettia pinnatilobata là một loài thực vật có hoa trong họ Cúc. Loài này được (Klatt) O.Hoffm. ex Dinter mô tả khoa học đầu tiên.